# Потлођени Вале (Дамбовица)
Потлођени Вале (рум. Potlogeni Vale) насеље је у Румунији у округу Дамбовица у општини Крангуриле. Oпштина се налази на надморској висини од 198 m.

## Становништво
Према подацима из 2002. године у насељу је живело 205 становника, од којих су сви румунске националности.